# オールドファーム
オールドファーム（英: Old Firm）は、グラスゴーに本拠地を置くスコットランドの2つのサッカークラブ、セルティックとレンジャーズのダービーマッチである。

## 概要
「オールドファーム」の語源は曖昧である。ある説によれば、1888年に初めてセルティックがレンジャーズと対戦した試合を報じた新聞記事に、「どちらのチームも非常に選手同士の仲が良く、まるで古くから (old) 付き合いがある、親友 (firm friends) のようだった」という表現が基になっているというが、定かではない。一方では、この対戦が注目度が高く商業的な成功が約束されたことから、サッカー発展途上の当時では金儲けの手段として考えることを嫌った人々が皮肉って「昔ながらの企業、老舗」とつけたという説もある。
商業的にこの両クラブがスコットランドで最も成功しているのは事実である。両クラブともサポーターはグラスゴー周辺に多いものの、特徴としては世界中にサポーターの基盤があることである。両クラブがもたらすスコットランドへの経済効果は、2005年にBBCニュースは1億2千万ポンドであると算出している。
オールドファームという呼称に対し、近年ニュー・ファーム (New Firm) と呼ばれるダービーマッチがあり、『アバディーン対ダンディー・ユナイテッド』のダービー戦が盛り上がっている。しかし、クラブの実力ではオールドファームの両クラブが最終的には毎年、リーグ優勝と2位を独占してきた（2005-06シーズンにハーツが2位に入り、レンジャーズが3位になったことを除く）。
2023年5月13日現在、これまでの対戦記録は通算436試合中、レンジャーズが169勝、セルティックが165勝、そして102引き分けとなっている。通常、1シーズンのリーグ戦では4回対戦し、2つのカップ戦でもそれぞれ顔をあわせている。

## ホームスタジアム
| チーム名     | スタジアム名 (命名権名称)  | 収容人員 | 画像 |
| ------------ | -------------------------- | -------- | ---- |
| レンジャーズ | アイブロックス・スタジアム | 50,947人 |      |
| セルティック | セルティック・パーク       | 60,411人 |      |

## 統計
2023年5月13日現在
| 大会                 | 試合数 | レンジャーズ勝利 | セルティック勝利 | 引き分け |
| -------------------- | ------ | ---------------- | ---------------- | -------- |
| スコティッシュリーグ | 331    | 127              | 114              | 90       |
| スコティッシュカップ | 54     | 18               | 26               | 10       |
| リーグカップ         | 51     | 24               | 25               | 2        |
| 通算                 | 436    | 169              | 165              | 102      |